# Ponte de Gálata
A Ponte de Gálata (em turco:  Galata Köprüsü) une as duas partes europeias de Istambul, Turquia, atravessando o estuário do Corno de Ouro, no local onde se situava o principal porto da antiga Constantinopla. Gálata era o nome antigo do subúrbio de Constantinopla a norte do Corno de Ouro (era frequente denominar Constantinopla apenas à península a sul do estuário).
A ponte atual foi concluida em 1994, projeto do engenheiro civil Fritz Leonhardt, depois de um incêndio ocorrido em 1992 ter danificado gravemente a ponte anterior, de 1912. Ao longo dos tempos, foram construídas no local várias pontes, que foram sucessivamente substituídas. A mais antiga de que há registo foi construída durante o reinado do imperador bizantino Justiniano I, no século VI d.C.